# Chiliadenus iphionoides
Chiliadenus iphionoides là một loài thực vật có hoa trong họ Cúc. Loài này được (Boiss. & Blanche) Brullo mô tả khoa học đầu tiên năm 1979.